# Скотт, Эмили (шорт-трекистка)
Э́мили Скотт (англ. Emily Scott; род. 16 февраля 1989 года, Спрингфилд, штат Миссури) — американская спортсменка по шорт-треку, серебряный и бронзовый призёр чемпионатов мира, участница олимпийской сборной Соединённых Штатов Америки на зимних Олимпийских играх в Сочи. 

## Биография
Э́мили Скотт родилась в Спрингфилде у матери Кэрол и отца Крейга Скотта. Когда она была в третьем классе, её и её сестру забрали из дома матери. Впоследствии их воспитал отец. В юности Э́мили попала в юношескую сборную по гимнастике, но отказалась от этого вида спорта, потому что это было слишком дорого для ее семьи. Впервые она научилась кататься на роликах в возрасте двух с половиной лет, а позже начала кататься на роликовых коньках на местном катке Skateport. В 14 лет она переехала во Флориду на три года, чтобы сосредоточиться на своем практическом обучении, и вернулась в Спрингфилд как раз к окончанию средней школы. Она окончила среднюю школу Хиллкрест в 2007 году.
Скотт начала свою спортивную карьеру как конькобежец на роликовых коньках . В 2004 году она объединилась с  Бриттани Боу и установила национальный рекорд Соединенных Штатов в эстафете среди женщин-второкурсников со временем 3:12,574 с. В 2005 году в  Сучжоу выиграла соревнования на выбывание среди юниоров на 15000 метров и чемпионат мира в Хихоне 2006 года, когда обошла Каролину Упеги из Колумбии на последнем круге. На чемпионате мира 2008 года Боу, Скотт и Сара Саясане объединились и выиграли золото в эстафете на 3000 метров. Также в 2008 году Скотт установила национальный рекорд в беге на 5000 метров со временем 8:45.049 с, и вместе с Кирстен Аттипо установила национальный рекорд в эстафете на 3000 метров со временем 4:53,179 с. 
В целом Эмили выиграла пять корон чемпионата мира перед тем, как выйти на лед в 2008 году. Переход на конькобежный спорт был очень трудным и она почти бросила, но продолжила по совету своего отца. Скотт заняла четвертое место в общем зачете на национальных чемпионатах 2010 и 2011 годов. На Олимпийском отборе 2010 года заняла 9-е место в общем зачете. Она быстро улучшала результаты, выступая на Кубке мира и в марте 2011 года на командном чемпионате мира в Варшаве завоевала бронзовую медаль. В октябре на Кубке мира в Солт-Лейк-Сити в беге на 1500 м заняла 4-е место, а на национальном чемпионате 2012 года заняла второе место в общем зачете. В марте 2012 года на чемпионате мира в Шанхае выиграла серебро в составе эстафетной команды.
После того, как эстафетной команде не удалось попасть в восьмерку лучших на чемпионате мира 2013 года, американский конькобежный спорт сократил ежемесячную стипендию Эмили с 1950 до 600 долларов. Она устроилась на работу за 14 долларов в час в компанию по поставкам хирургических материалов и организовала кампанию GoFundMe, сбор денег для поездки в Сочи, но не вызвала большого интереса и побудила её заполнить заявку на талоны на питание . Издание USA Today опубликовало статью о её ситуации в июле. В течение 24 часов после этой истории она собрала 30 000 долларов, что более чем вдвое превышало ее заявленную цель. К августу она собрала более 48000 долларов в виде пожертвований от 689 человек. 
```
«Без сомнения, это спасло мою карьеру», - заметила Скотт. 
```

В итоге она уволилась с работы, чтобы сосредоточиться на обучении. На олимпийском отборе в 2014 году она заняла второе место в обеих гонках на 500 метров по шорт-треку, обеспечив себе место в олимпийской сборной. Эмили Скотт дебютировала на Олимпийских играх в беге на 500 метров, где прошла первый раунд, но выбыла в четвертьфинале. На дистанции 1500 метров она прошла в полуфинал и была на второй позиции, когда соперница столкнула ее у финиша. Она заняла последнее место в заезде, но вышла в финал, когда судьи постановили, что ей незаконно помешали. В финале на 1500 метров финишировала пятой и завершила свою Олимпиаду в беге на 1000 метров, выбыв в четвертьфинале. На чемпионате мира 2014 года в Монреале Эмили заняла 21-е место в многоборье, а в сезоне 2014/15 годов участвовала на этапах Кубка мира, но выше 11 места не поднималась.

## Личная жизнь
Мать Эмили, Кэрол, была заключена в тюрьму за продажу метамфетамина. Когда она вышла, Эмили иногда присылала ей деньги, но вскоре Кэрол снова занялась торговлей наркотиками, и дочь перестала присылать деньги. С тех пор она ничего не слышала о своей матери. Кэрол и ее другая дочь находятся в тюрьме по обвинению в наркотиках с 2014 года. Брат умер в младенчестве, когда она была подростком. Ее отец зарабатывает на жизнь установкой рекламы. 
Эмили Скотт дружит с олимпийским медалистом 2002 года Дереком Паррой, который помог ей перейти в конькобежный спорт с его программой «Колеса на льду». 
```
«Парра, как веселый дядя ... мы ходим обедать и ужинать, и он всегда будет моим наставником, и я могу поговорить с ним, если у меня будут тяжелые времена», - объясняла Скотт. «Он всегда был рядом со мной». Скотт говорит, что он её отец - её лучший друг и кумир.
```

Когда она не катается на коньках, она любит играть в гольф, смотреть фильмы и разговаривать со своей семьей по Skype. Она считает своего отца самым влиятельным человеком в её жизни. В 2014 году она училась на бизнес-образовании в Эшворт-колледже.